# Foho Lauleun
Der Foho Lauleun (kurz Lauleun) ist ein Berg in Osttimor mit einer Höhe von 699 m. Er liegt im Südosten der Aldeia Palaca (Sucos Sanirin). Es ist die höchste Erhebung im Suco Sanirin und gehört zu einem Bergmassiv, das den Süden von Sanirin von der Küste der Sawusee abschirmt. Im Süden bildet der Fluss Leometik die Grenze des Bergzuges. Kleinere Gipfel sind nordöstlich der Foho Suba Lesu, südlich der Foho Fidar und südwestlich der Foho Frititir.
Zwischen dem Fluss und den Bergen quetscht sich eine Straße nach Sukabelulik, am Südrand des Massivs. Von Süden her führt eine Straße von Balibo zu den Orten Subaleco Foho und Maliaben am Ostrand der Berge. Abseits der Straße liegt südöstlich des Gipfels vom Foho Lauleun, am Hang das kleine Dorf Subaleco. Straßen, die den Bergzug überqueren gibt es nicht.